# قائمة أعمال ليوناردو دي كابريو

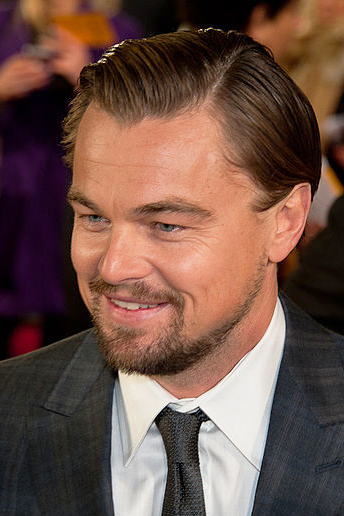
دي كابريو في العرض الأول لفيلم ذئب وول ستريت في لندن، في 3 مايو 2014.

ليوناردو دي كابريو (بالإنجليزية: Leonardo DiCaprio)‏ هو ممثّلٌ أمريكيٌّ بدأ حياته المهنيّة حينما كان طفلًا بالتمثيل في التلفزيون. شارك ديكابريو في البداية في مسلسل لاسي الجديدة عام 1989 ومسلسل سانتا باربرا عام 1990وشارك أيضًا بأدوارٍ طويلةٍ مُستمرّة في مسلسل الكوميديا والدراما أبوّة عام 1990 ومسلسل كوميديا الموقف آلام النمو في العام الذي يليه، قبل أن يبدأ أوّل ظهورٍ له في الأفلام في فيلم الفيديو المخلوقات 3. بعد عامين، قام بأداء دور توبياس وولف في فيلم حياة هذا الفتى إلى جانب الممثل روبرت دي نيرو. أشاد النقاد بموهبة دي كابريو لأداءه بدورٍ ثانويٍّ في فيلم ما الذي يضايق جيلبرت جريب عام 1993، ما أهّله للترشح لجائزة الأوسكار لأفضل ممثلٍ مساعدٍ. في عام 1995، شارك بدور المؤلف الأمريكي جيم كارول في فيلم مذكرات كرة السلة ودور الشاعر الفرنسي آرثر رامبو في فيلم كسوف كلي. في العام التالي لعِبَ دور روميو مونتيغيو في فيلم روميو + جولييت للمخرج باز لورمان. في عام 1997، شارك بدور البطولة إلى جانب الممثلة كيت وينسليت في فيلم تيتانك للمخرج جيمس كاميرون. كان الفيلم أعلى الأفلام حصولاً على إيراداتٍ حتى وقتٍ قريبٍ،(1) وحقّق لديكابريو شهرةً عالميّةً، وحاز لأداءه على جائزة إم تي في للأفلام لأفضل أداء وترشّح لجائزة غولدن غلوب لأفضل ممثل في فيلم دراما. في 1988، أدّى دي كابريو دوراً يسخر فيه من نفسه جوهريّاً في فيلم شهرة للمخرج وودي آلن الذي يقدّم سخريّةً لاذعةً للمشاهير. في تلك السنة أيضاً، أدّى دوراً ثنائيّاً بشخصيّة الشرير لويس الرابع عشر ملك فرنسا وشخصيّة أخوه التوأم فيليب، في فيلم الرجل ذو القناع الحديدي للمخرج والمنتج راندال والاس، والمبنيّ على فيلمٍ يحمل نفس الاسم سنة 1939. ونال لتجسيده الشخصيّتين على جائزة التوتة الذهبية لأسوء ثنائيٍّ في السنة التالية.
في عام 2000، أدّى ديكابريو دور البطولة في فيلم الدراما الشاطئ، وهو مبنيٌّ على روايةٍ تحمل نفس الاسم أصدرت سنة 1996 للروائي الإنجليزي أليكس غارلند، حيث أدّى شخصيّة سائحٍ أمريكيٍّ يبحث عن وسيلةٍ مثاليّةٍ للحياة على جزيرةٍ سريّةٍ في خليج تايلاند. في العام التالي، نال ترشيحاً لجائزة التوتة الذهبية لأسوء ممثلٍ عن أداءه في الفيلم. في 2001، ظهر دي كابريو في فيلمٍ قصيرٍ مُرتجلٍ نوعاً ما اسمه إجاصة دون للمخرج آر دي روب وعُرض الفيلم لأوّل مرةٍ في مهرجان برلين السينمائي الدولي سنة 2001.

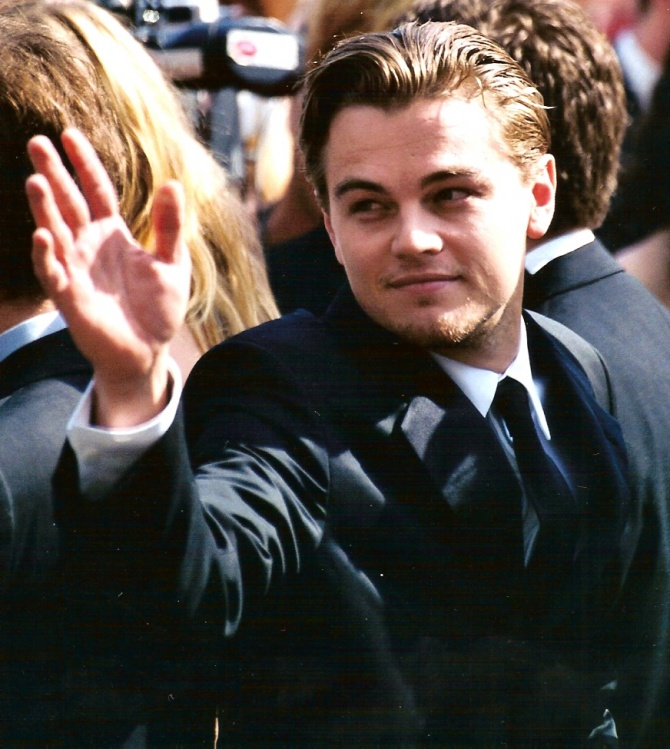
دي كابريو في العرض الأول لفيلم عصابات نيويورك في مهرجان كان السينمائي عام 2002.

أول فيلمٍ لليوناردو دي كابريو في 2002 كان فيلم دراما وجريمةٍ بعنوان أمسكني لو استطعت، وهو مقتبسٌ من كتاب السيرة الذاتيّة الذي يحمل نفس الاسم للمزوّر الأمريكي فرانك أباغنيل. الفيلم كان من إخراج ستيفن سبيلبرغ، وتلقى مراجعاتٍ إيجابيّةٍ ونجح محليّاً وعالميّاً، ليصبح أعلى أفلام ديكابريو دخلاً بعد فيلم تايتانيك إذ حصد إيراداتٍ قدرها 352 مليون دولارٍ في جميع أنحاء العالم. أشاد الناقد روجر إيبرت بأدائه معلقا، «دي كابريو الذي أدّى في أفلامه الأخيرة شخصياتٍ مُظلمةً ومُضطربةً، هو هنا يؤدي دوراً مرحاً وساحراً، إذ يؤدي دور صبيٍّ اكتشف الأمر الذي يبرع فيه، وقام بفعله». في العام التالي، ترشح دي كابريو لجائزة غولدن غلوب للمرة الثالثة عن أدائه في الفيلم. أيضاً في عام 2002، ظَهر دي كابريو في فيلم عصابات نيويورك للمخرج مارتن سكورسيزي، وهو فيلمٌ تاريخيٌّ تقع أحداثه في منتصف القرن التاسع عشر في حي فايف بوينتس في مدينة نيويورك. استقبل النقاد أداء دي كابريو بشكلٍ إيجابيٍ لكنه لم يَرتقي للمديح الهائل الذي تلقاه دانيال دي لويس عن أداءه.
في عام 2004، تعاون دي كابريو مرةً أخرى مع سكورسيزي، في فيلم السيرة الذاتية الطيار الذي يحكي قصة صانع الأفلام ورائد الطيران هوارد هيوز في فترة أواخر العشرينيات وحتى عام 1947. نجح الفيلم نجاحاً تجارياً ونقدياً، وفاز دي كابريو عن أدائه في الفيلم بجائزة غولدن غلوب لأفضل ممثل في فيلم دراما، وترشح أيضاً لجائزة الأوسكار. في 2006، شارك في كلٍ من فيلِم الألماس الدموي والمغادرون. في فيلم الألماس الدموي لعب دور مهرب ألماسٍ من روديسيا خلال فترة الحرب الأهلية في سيراليون. تلقى الفيلم مراجعاتٍ إيجابيةً، حيث أشاد النقاد بدقة لهجة دي كابريو الأفريكانية الجنوب أفريقيّة، والمعروفة بكونها لهجةٌ صعبة التقليد. أما في فيلم سكورسيزي المغادرون، فلعب دور بيلي كوستيغان، وهو شرطيٌّ يعمل متخفّياً مع إحدى العصابات الأيرلندية في بوسطن. عند إصدار الفيلم تلقى مراجعات إيجابية جداً وأصبح واحداً من أعلى الأفلام تصنيفاً في 2006. أشاد النقاد بأداء دي كابريو وحصل على جائزة ستالايت لأفضل ممثلٍ مساعدٍ. في العام نفسه رَشحت نقابة ممثلي الشاشة والغولدن غلوب دي كابريو مرتين في نفس الحفل -مرةً عن كل فيلم-، وبالإضافة إلى ذلك، فقد حَصل على ترشيحه الثالث لجائزة الأوسكار عن فيلم الألماس الدموي. في عام 2008، قام بأداء دور البطولة مع راسل كرو في فيلم كتلة الأكاذيب المبني على روايةٍ تحمل نفس الاسم للمؤلف ديفيد إجناتيوس، وقد قام بإخراج الفيلم المخرج ريدلي سكوت. في ذات العام شارك بدور البطولة مع كيت وينسليت في فيلم الطريق الثوري المبني على رواية تحمل نفس الاسم من تأليف ريتشارد ييتس؛ وهو ثاني فيلمٍ يجمعهما معاً بعد فيلم التايتانيك. الفيلم من إخراج سام ميندز،  وتدور أحداثه في خمسينيات القرن الماضي ويروي قصة زوجين عالقين في زواجٍ فاشلٍ. ترشّح الفيلم لـ3 جوائز أوسكار، وترشّح ليوناردو أيضاً للمرة السابعة لنيل جائزة غولدن غلوب.
في عام 2010، شارك ليوناردو في دور البطولة لفيلم الإثارة النفسي جزيرة شاتر المبنيّ أيضاً على روايةٍ تحمل نفس الاسم صدرت في 2003 من تأليف دينيس ليهان، ولعِبَ فيه دور مُحققٍ فيدراليٍّ يُسافر إلى مشفى أشكليف للمجرمين المختلين عقلياً الواقع في جزيرة شاتر للتحقيق في قضية هرب واختفاء المريضة رايتشل سولاندو في ظروفٍ غامضةٍ. وصلت إيرادات الفيلم إلى ما يربو عن 294 مليون دولار. وفي نفس العام أيضاً مثّل دور البطولة في فيلمٍ من إخراج كريستوفر نولان يحمل اسم إنسبشن، الذي يتحدّث عن تجربة التحكم بالأحلام والأحلام الواضحة، حيث لعب دور دوم كوب المتخصّص في سرقة الأفكار وذلك بالدخول لأحلام الضحايا وسرقة أفكارهم والأسرار المهمّة في حياتهم. نال الفيلم بعد صدوره استحسان النُقّاد وردود فعلٍ إيجابيّةٍ، ووصلت إيراداته لأكثر من 825 مليون دولار حول العالم. فاز الفيلم كذلك بـ4 جوائز أوسكار و125 جائزةً أخرى.
في 2011 لعب دور البطولة إلى جانب أرمي هامر ونعومي واتس في فيلم جيه إيدغار للكاتب داستن لانس بلاك والذي يروي السيرة الذاتية لـإدغار هوفر كانت مراجعات الفيلم متباينةً، وأعُجب النُقّاد بأداء ليوناردو إلا أنهم لم يستحسنوا الفيلم بشكلٍ عامٍ. وأشاد روجر إيبرت بأداء ليو وقال بأنّه «أتقن الشخصية بشكلٍ كاملٍ، بل ربما أنه أتقن شخصية هوفر أكثر من هوفر نفسه!». في 2012 شارك في فيلم غربٍ أمريكي مع المخرج كوينتن تارانتينو في جانغو الحر. تلقّى الفيلم مراجعاتٍ إيجابيّةً من النُقّاد، وحصل دي كابريو على ترشيحه التاسع لجائزة الغولدن غلوب. وصلت إيرادات الفيلم إلى 424 مليون دولار حول العالم. فيلم دي كابريو التالي كان غاتسبي العظيم مرة أخرى مع المخرج باز لورمان (بعد فيلم روميو + جولييت عام 1996)، القصة من تأليف فرنسيس سكوت فيتزجيرالد عام 1925، بطولة دي كابريو كانت مع كاري موليجان وتوبي ماغواير. صدر الفيلم في 10 مايو 2013. حقق الفيلم إيرادات يصل قدرها إلى 351,040,419 دولار في جميع أنحاء العالم ليصبح بذلك أعلى أفلام المخرج باز لورمان جمعًا للإيرادات. في عام 2013، عَمل دي كابريو للمرة الخامسة مع المخرج مارتن سكورسيزي في فيلم ذئب وول ستريت، قصة الفيلم مستوحاة من حياة جوردان بيلفورت، الذي اعتقل في أواخر التسعينيات لتزوير الأوراق المالية وغسيل الأموال. حَصل دي كابريو عن أدائه في الفيلم على جائزة غولدن غلوب لأفضل ممثل في فيلم موسيقي أو كوميدي وعلى ترشيحه الرابع لجائزة الأوسكار عن فئة التمثيل. في أبريل 2014، بدء دي كابريو العمل على فيلم العائد بالتعاون مع المُخرج أليخاندرو غونزالس إناريتو والممثل توم هاردي. الفيلم مُقتبسٌ من روايةٍ للكاتب مايكل بانك، وتسرد أحداثاً حقيقيةً وقعت في مطلع القرن التاسع عشر حول صائد الحيوانات البرية هيو غلاس (ديكابريو) الذي ينضم لمجموعةٍ من الصيادين في رحلةٍ محفوفةٍ بالمخاطر لإحدى الأراضي الأمريكية غير المُكتشفة على ضفاف نهر ميزوري. وقد عرض الفيلم في نهاية عام 2015، وفاز دي كابريو بجائزة الأوسكار لأفضل ممثل عن هذا الدور.

## الأفلام
| العنوان                   | العنوان                       | السنة | الدور                                 | المخرج                      | ملاحظات                                                           | م             |
| بالعربية                  | بالإنجليزية                   | السنة | الدور                                 | المخرج                      | ملاحظات                                                           | م             |
| ------------------------- | ----------------------------- | ----- | ------------------------------------- | --------------------------- | ----------------------------------------------------------------- | ------------- |
| المخلوقات 3               | Critters 3                    | 1991  | جوش                                   | كريستين بيترسون             |                                                                   | [ 39 ]        |
| لبلاب سام                 | Poison Ivy                    | 1992  | كومبارس, دور غِي                       | كات شي                      | ذُكر باسم "Leonardo Di Caprio" مع أسماء الطاقم.(2)                 | [ 40 ]        |
| حياة هذا الفتى            | This Boy's Life               | 1993  | توبياس وولف                           | مايكل كايتون جونز           |                                                                   | [ 40 ]        |
| ما الذي يضايق غيلبرت غريب | What's Eating Gilbert Grape   | 1993  | آرني غريب                             | ليس هالستروم                | ترشّح لجائزة الأوسكار لأفضل ممثلٍ مساعدٍ.                            | [ 42 ]        |
| مئة ليلة وليلة            | One Hundred and One Nights    | 1995  | ظهور بسيط وعابر                       | آغنيس فاردا                 |                                                                   | [ 43 ]        |
| السريع والميت             | The Quick and the Dead        | 1995  | في هيرود "ذا كيد"                     | سام رايمي                   |                                                                   | [ 44 ]        |
| مذكرات كرة السلة          | The Basketball Diaries        | 1995  | جيم كارول                             | سكوت كليفرت                 |                                                                   | [ 45 ]        |
| كسوف كلي                  | Total Eclipse                 | 1995  | آرثر رامبو                            | آجنيسكا هولاند              |                                                                   | [ 46 ]        |
| روميو + جولييت            | Romeo + Juliet                | 1996  | روميو مونتيغيو                        | باز لورمان                  |                                                                   | [ 47 ]        |
| غرفة مارفن                | Marvin's Room                 | 1996  | هانك                                  | جيري زاكس                   |                                                                   | [ 48 ]        |
| تيتانيك                   | Titanic                       | 1997  | جاك داوسن                             | جيمس كاميرون                |                                                                   | [ 49 ]        |
| الرجل ذو القناع الحديدي   | The Man in the Iron Mask      | 1998  | الملك لويس الرابع عشر ملك فرنسا/فيليب | راندل والاس                 |                                                                   | [ 43 ]        |
| شهرة                      | Celebrity                     | 1998  | براندون دارو                          | وودي آلن                    |                                                                   | [ 50 ]        |
| الشاطئ                    | The Beach                     | 2000  | ريتشارد                               | داني بويل                   |                                                                   | [ 43 ]        |
| إجاصة دون                 | Don's Plum                    | 2001  | ديريك                                 | آر دي روب                   |                                                                   | [ 51 ]        |
| أمسكني لو استطعت          | Catch Me If You Can           | 2002  | فرانك أباغنيل                         | ستيفن سبيلبرغ               |                                                                   | [ 52 ]        |
| عصابات نيويورك            | Gangs of New York             | 2002  | أمستردام فالون                        | مارتن سكورسيزي              |                                                                   | [ 53 ]        |
| الطيار                    | The Aviator                   | 2004  | هوارد هيوز                            | مارتن سكورسيزي              | ترشّح لجائزة الأوسكار لأفضل ممثلٍ.                                  | [ 55 ] [ 56 ] |
| المغادرون                 | The Departed                  | 2006  | بيلي كوستيغان                         | مارتن سكورسيزي              |                                                                   | [ 57 ]        |
| الألماس الدموي            | Blood Diamond                 | 2006  | داني آرتشر                            | إدوارد زويك                 | ترشّح لجائزة الأوسكار لأفضل ممثلٍ.                                  | [ 59 ]        |
| الساعة الحادية عشر        | The 11th Hour                 | 2007  | الراوي / ذاته                         | ناديا كونرز وليلى كونرز     | وثائقي وكاتب                                                      | [ 60 ]        |
| كتلة أكاذيب               | Body of Lies                  | 2008  | روجر فيريس                            | ريدلي سكوت                  |                                                                   | [ 61 ]        |
| الطريق الثوري             | Revolutionary Road            | 2008  | فرانك ويلر                            | سام ميندز                   |                                                                   | [ 62 ]        |
| هابل                      | Hubble                        | 2010  | الراوي (صوت)                          | توني مايرز                  | وثائقي                                                            | [ 63 ]        |
| جزيرة المصراع             | Shutter Island                | 2010  | تيدي دانيلز                           | مارتن سكورسيزي              |                                                                   | [ 64 ]        |
| بداية                     | Inception                     | 2010  | دوم كوب                               | كريستوفر نولان              |                                                                   | [ 65 ]        |
| جيه إدغار                 | J. Edgar                      | 2011  | إدغار هوفر                            | كلينت إيستوود               |                                                                   | [ 66 ]        |
| جانغو الحر                | Django Unchained              | 2012  | كالفين ج. كاندي                       | كوينتن تارانتينو            |                                                                   | [ 67 ]        |
| غاتسبي العظيم             | The Great Gatsby              | 2013  | جاي غاتسبي                            | باز لورمان                  |                                                                   | [ 68 ]        |
| ذئب وول ستريت             | The Wolf of Wall Street       | 2013  | جوردان بيلفورت                        | مارتن سكورسيزي              | ترشّح لجائزة الأوسكار لأفضل ممثلٍ. ترشّح لجائزة الأوسكار لأفضل فيلم. | [ 70 ]        |
| العائد                    | The Revenant                  | 2015  | هيو غلاس                              | أليخاندرو جونزاليز إيناريتو | جائزة الأوسكار لأفضل ممثل                                         | [ 71 ]        |
| تجربة الأداء              | The Audition                  | 2015  | ذاته                                  | مارتن سكورسيزي              | فيلم كوميدي قصير                                                  | [ 72 ]        |
| قبل الطوفان               | Before the Flood              | 2016  | ذاته                                  | فيشر ستيفنز                 | وثائقي                                                            | [ 73 ]        |
| حدث ذات مرة في هوليوود    | Once Upon a Time in Hollywood | 2019  | ريك دالتون                            | كوينتن تارانتينو            | ترشّح لجائزة الأوسكار لأفضل ممثل                                   | [ 74 ]        |
| جليد مشتعل                | Ice on Fire                   | 2019  | الراوي (صوت)                          | ليلى كونرز                  | وثائقي                                                            | [ 75 ]        |
| لا تنظر للأعلى            | Don't Look Up                 | 2021  | دكتور راندال ميندي                    | آدم مكاي                    |                                                                   | [ 76 ]        |
| قتلة زهرة القمر           | Killers of the Flower Moon    | 2023  | إرنست بوركهارت                        | مارتن سكورسيزي              |                                                                   | [ 77 ]        |
| معركة تلو الأخرى          | One Battle After Another      | 2025  | يحدد لاحقا                            | بول توماس أندرسون           |                                                                   | [ 78 ] [ 79 ] |

## التلفزيون
| العنوان                               | العنوان                                 | السنة   | الدور                 | ملاحظات                             | مراجع                |
| بالعربية                              | بالإنجليزية                             | السنة   | الدور                 | ملاحظات                             | مراجع                |
| ------------------------------------- | --------------------------------------- | ------- | --------------------- | ----------------------------------- | -------------------- |
| لاسي الجديدة                          | The New Lassie                          | 1989    | غلين                  | حلقة: "جيلٌ جديدٌ" حلقة: "جُحر الأفعى" | [ 80 ] [ 81 ]        |
| نادي ميكي ماوس                        | The Mickey Mouse Club                   | 1990    | أليكس                 | حلقة: "طريق آمن، طريق ذكي"          | [ 82 ] [ 83 ]        |
| الغرباء                               | The Outsiders                           | 1990    | الفتى الذي يُقاتل سكوت | الحلقة الافتتاحيّة                   | [ 40 ]               |
| سانتا باربرا                          | Santa Barbara                           | 1990    | مايسون كابويل الصغير  | موسم 1 حلقة 1472                    | [ 84 ]               |
| أبوة                                  | Parenthood                              | 1990-91 | غاري بوكمان           | 12 حلقة                             | [ 40 ]               |
| روزان                                 | Roseanne                                | 1991    | زميل دارلين           | حلقة: "Home-Ec" (لم يُذكر)           | [ 40 ]               |
| آلام النمو                            | Growing Pains                           | 92–1991 | لوك براور             | 23 حلقة                             | [ 40 ]               |
| غرينسبرغ                              | Greensburg                              | 2008-10 | —                     | منتج مُنفّذ ومُشارك في ابتكاره         | [ 85 ] [ 86 ]        |
| ساترداي نايت لايف                     | Saturday Night Live                     | 2014    | نفسه (ظهور قصير)      | حلقة: "جونا هيل/باستيل"             | [ 87 ]               |
| الرجال الذين بنوا أمريكا: رجال الحدود | The Men Who Built America: Frontiersmen | 2018    | -                     | منتج منفذ                           | [ 88 ]               |
| منحة                                  | Grant                                   | 2020    | -                     | منتج منفذ                           | [ 89 ]               |
| الأشياء الصحيحة                       | The Right Stuff                         | 2020    | -                     | منتج منفذ                           | [ 90 ] [ 91 ]        |
| صوت من يُعتدّ به، شرح                   | Whose Vote Counts, Explained            | 2020    | الراوي (صوت)          | حلقة: "الحق بالتصويت"               | [ 92 ]               |
| الجبابرة الذين بنوا أمريكا            | The Titans That Built America           | 2021    | -                     | منتج منفذ                           | [ 93 ]               |
| ثيودور روزفلت                         | Theodore Roosevelt                      | 2022    | -                     | منتج منفذ                           | [ 94 ] [ 95 ] [ 96 ] |

## وصلات خارجية
- الموقع الرسمي